# Maślaki
Maślaki (ursprünglich Holendry Maślane, später Maślaki Holendry, deutsch Butter Holland) ist eine Ortschaft mit einem Schulzenamt der Landgemeinde Wilczyn im Powiat Koniński der Woiwodschaft Großpolen in Polen.

## Geschichte

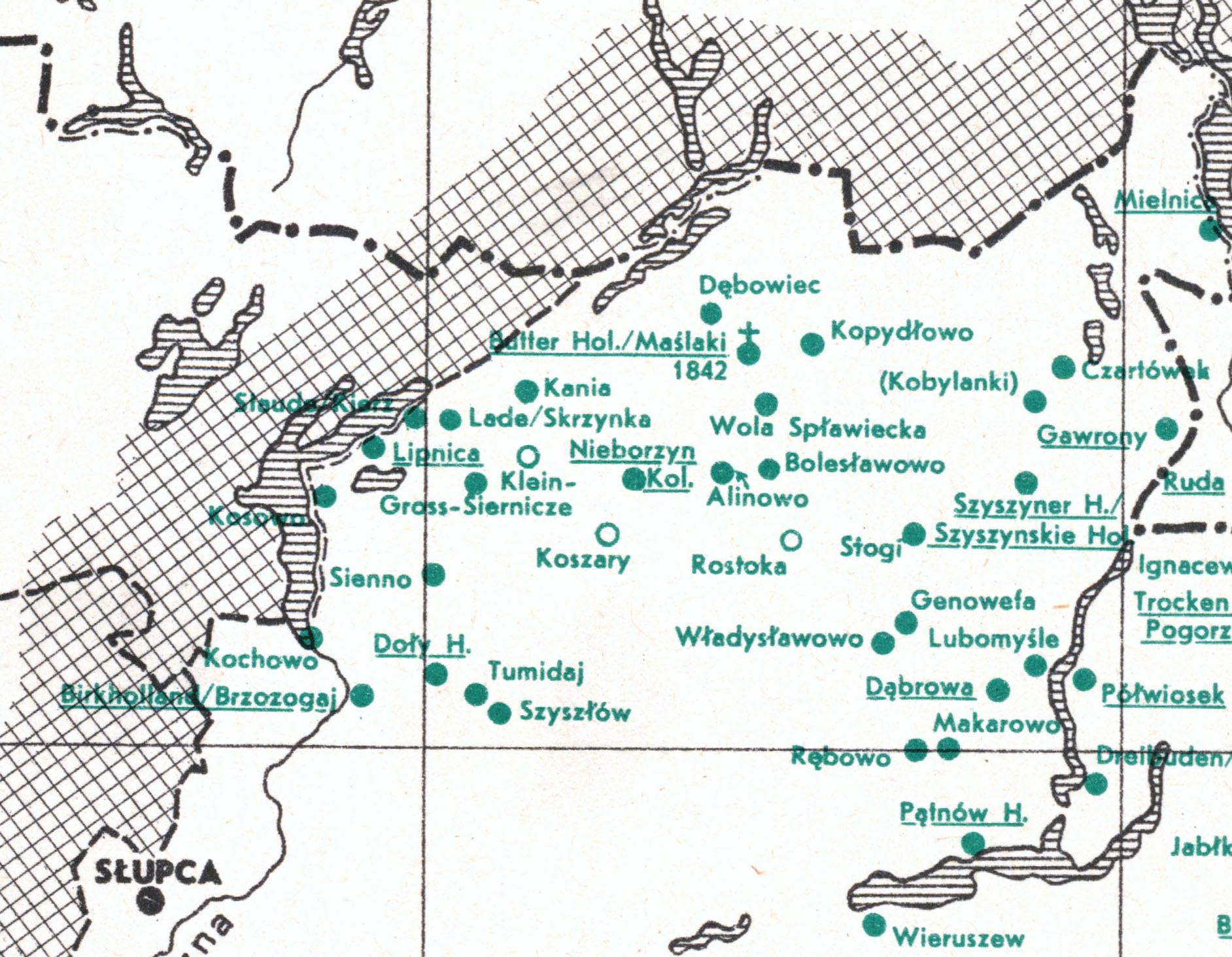
Die Umgebung von Maślaki auf der Karte der deutschen Siedlungen in Mittelpolen von Albert Breyer (1938)

Der Ort wurde im Jahr 1779 in den Gütern des Dorfs Dębowiec unter dem Namen Holendry Maślane (deutsch Butter Holland) durch die sogenannten Holländer bzw. Hauländer gegründet. Ab den 1840er Jahren wurde er Maślaki Holendry genannt und später nur Maślaki. Der Name Holendry ging auf Niederländer zurück, die im Mittelalter einen Typ der Siedlungen um Pasłęk (Preußisch Holland) und im Gebiet des Deltas der Weichsel besiedelten und deren Gründungsrecht als Muster von anderen Ethnien gefolgt wurde, besonders in Feuchtflusstälern, aber auch in Wäldern, darunter von großpolnischen Geschlechtern, die deutsche Lutheraner im Kalischer Land angesiedelt hatten. Der Name Maślaki ist ein Pluralform von maślak – Butterpilz.
Nach der zweiten Teilung Polens gehörte es von 1793 bis 1807 zu Südpreußen. 1809 kam es ins Herzogtum Warschau und 1815 ins neu entstandene russisch beherrschte Kongresspolen.
1834 wurde Maślaki zum Sitz einer evangelischen Filialgemeinde von Konin, nach anderen Quellen im Jahr 1842. Sie hatte einen Friedhof und eine deutsche Schule.
Nach dem Ende des Ersten Weltkriegs kam Maślaki zu Polen. In der Zwischenkriegszeit wurde die evangelische Gemeinde, die im Jahr 1923 1540 Mitglieder hatte, unabhängig und gehörte zur Evangelisch-Augsburgischen Kirche in Polen. Um 26. Oktober 1939 wurde das Kalischer Gebiet annektiert und als Teil des neuen Reichsgaues Posen, später Wartheland, in das deutsche Reich eingegliedert. Von 1975 bis 1998 gehörte Maślaki zur Woiwodschaft Konin.